# Йеннефер
Єнне́фер із Венґерберґу (пол. Yennefer z Vengerbergu), також Єнна або Єн (пол. Yenna, Yen), справжнє ім'я — Янка (пол. Yanka) — чародійка, одна з головних персонажів циклу «Відьмак», написаного Анджеєм Сапковським. Кохана Ґеральта та названа мати Цірі.
У польському фільмі «Відьмак» (2001) та однойменному телесеріалі (2002) роль Єннефер виконала Гражина Вольщак. У вебсеріалі Netflix «Відьмак» (2019) її роль виконує Аня Чалотра. В іграх серії «Відьмак» героїню озвучують Деніз Гоф (англ.), Беата Євяж (пол.).

## Дитинство
Єннефер народилася у Венґерберзі, столиці королівства Едірн, на Белтейн 1173 року (за літочисленням саги).
Мало хто знає про її дитинство, сама ж Єннефер не дуже любила розмови на цю тему. Проте деякі факти з таємниці її дитинства вдалося з'ясувати: складно повірити, проте красуня-чародійка, що розбила не одне серце, в дитинстві такою не була. Народилася вона, скоріше за все, в повноцінній сім'ї, але народилася настільки потворною, що викликала відразу у власних батьків, не кажучи вже про можливих наречених. Спотворював її горб на спині.Батько вважав, що винна ельфівська кров матері та зроблений дружиною аборт. Він зненавидів доньку-горбунку і бив. Мати спершу захищала Янку, але коли батько завів коханку, сама била доньку 
Попри це, дівчина проявила непогані магічні здібності, що стало великою радістю для її батьків, котрі якомога швидше віддали її для навчання в школу магії на острів Танедд. Надалі дівчина не згадувала своїх батьків, забувши їх чи відчуваючи антипатію. Її таланти та старання вражали, й скоро вона стала однією з найкращих учениць.
Спочатку Тессая Де Вріе відмовилась бути її наставницею в магії, тоді Єннефер спробувала покінчити життя самогубством, перерізавши собі вени. Після цього Тессая погодилася навчати її та виправити вроджені дефекти зовнішності.

## Подальша доля
Єннефер брала участь у битві на Содденському пагорбі. Познайомилася з Ґеральтом у Рівії, коли той шукав спосіб урятувати Любистка від наслідків зустрічі з джином. Це знайомство Єннефер і Ґеральта стало початком їхнього кохання.
Через заняття магією Єннефер, як інші чародійки, не могла мати дітей, що робило її долю схожою на Ґеральтову. Відьмаки також утрачали можливість мати дітей через процес мутування, який вони обов'язково проходили. Але бажання бути матір'ю не полишило її, тому, бажаючи за будь-яку ціну народити дитину, вона спочатку спробувала захопити джина, що був випадково звільнений Любистком, а пізніше взяла участь у невдалому полюванні на золотого дракона.
Коли Цірі покинула Каер Морен, Єннефер стала її наставницею у вивченні магії та ґречності. Скоро вони заприятелювали, а потім Єннефер стала Цірі за матір, і таким чином втілила свою мрію про власну дитину.
Під час заколоту на острові Танедд Єннефер намагалася врятувати Цірі, через що її мали за спільницю Вільгефорца та зрадницю. Була перетворена Франческою Фіндабайр закляттям «Артефактної компресії» на нефритову статуетку. Пізніше, після декомпресії, за рекомендацією Франчески увійшла до складу Великої Ложі в Монтекальво. З першого очного засідання Ложі втекла за допомогою Фрінгілли Віго для чергової спроби порятунку Цірі.
Після втечі із засідання Ложі Єннефер звернулась за допомогою до Краха ан Крайта, ярла Скелліґе. Дізнавшись про нові подробиці загибелі принцеси Паветти та її чоловіка Дані, Єннефер вирішила потрапити на місце їхньої можливої смерті — до Безодні Сідни, де насправді перебувала магічна помпа Вільгефорца, що здатний втягувати й телепортувати кораблі. Єннефер зібралася, використовуючи себе як приманку, добутися до таємного сховища Вільгефорца, але в результаті сама потрапила до нього в полон. Вільгефорц вирішив використати Єннефер для магічного сканування розташування Цірі, але йому це не вдалося. Проте під тортурами Єннефер виказала розташування Ґеральта, що дало Вільгефорцу змогу підіслати до відьмака найманого вбивцю — напівельфа Шірру. Надалі Єннефер багаторазово катували, доки її не врятували Ґеральт та Цірі. Брала участь у фінальній битві в цитаделі Стігга, проте місяці, проведені в темниці, та жахливі тортури не дали їй використати всю свою магічну силу, саме тому вирішальну роль у битві з Вільгефорцем зіграв саме Ґеральт.
Після порятунку з цитаделі Ложа наказала Єннефер негайно привести Цірі на засідання. На цьому засіданні повинна була вирішитись доля Цірілли — вона мусила стати наложницею принца Танкреда, сина короля Ковіра. Після довгого обговорення Цірі було дозволено попрощатися з Ґеральтом в Рівії, куди вона вирушила у супроводі Єннефер та Трісс Мерігольд. У момент їх прибуття в Рівії бушував погром. Єннефер разом із Трісс зупинила погром закляттям, проте витратила на це багато енергії.
Намагаючись вилікувати смертельну рану Ґеральта, Єннефер сама знепритомніла. Цірі за допомогою єдинорога Іуарраквакса привезла їх обох в інший світ, у якому Ґеральт та Єннефер залишаються жити на момент закінчення дії саги.

## Зовнішність та характер
Єннефер постає жінкою надзвичайної краси (розкішне хвилясте волосся кольору воронячого крила, струнка фігура). На шиї носить обсидіанову зірку, що є сильним магічним артефактом.
Єннефер розумна, цинічна й владна, але водночас жіночна та здатна на сильну любов. У книзі «Час погорди» згадується, що вона користується гламарією — еліксиром краси. Мала добре серце — врятувала сім'ю банкіра-низушка під час одного з погромів у Венґерберзі.
Серед предків Єннефер за материнською лінією були ельфи, зокрема — ельфійські чародійки. Можливо, цим пояснюється доволі високий рівень її магічних здібностей (Єннефер була членом Ради Ордену Магів аж до її розпуску після Танеддського бунту).

## Участь в сюжеті
Вперше Єннефер з'являється в розповіді «Останнє бажання» та діє протягом всієї саги.
У розповіді «Щось закінчується, щось починається», котра, за словами автора, є не «альтернативним фіналом» саги, а жартом, написаним на прохання фан-клубу, описується весілля Єннефер і Ґеральта.

## Єннефер у похідних творах
- 2001 — 130-хвилинний фільм «Відьмак», режисер Марек Бродський (польська кінокомпанія Heritage Films). Фільм змонтований з матеріалів телесеріалу 2002 року.
- 2002 — 13-серійний телесеріал «Відьмак», режисер Марек Бродський (польська кінокомпанія Heritage Films).
- 2020 — 8-серійний телесеріал «Відьмак», режисери Томаш Багінський та Алік Сахаров (американська кінокомпанія Netflix).

## Використана література
- Сапковський, Анджей (2016a). Останнє бажання. (Книга 1). Переклад з пол.: Сергій Легеза. Харків: КСД. 288 стор. ISBN 978-617-12-0499-7.
- Сапковський, Анджей (2016b). Відьмак. Вежа Ластівки. (Книга 6). Переклад з пол.: Сергій Легеза. Харків: КСД. 400 стор. ISBN 978-617-12-1656-3.
- Сапковський, Анджей (2017). Володарка Озера. (Книга 7). Переклад з пол.: Сергій Легеза. Харків: КСД. 576 стор. ISBN 978-617-12-3114-6.